# Dialekt małopolski

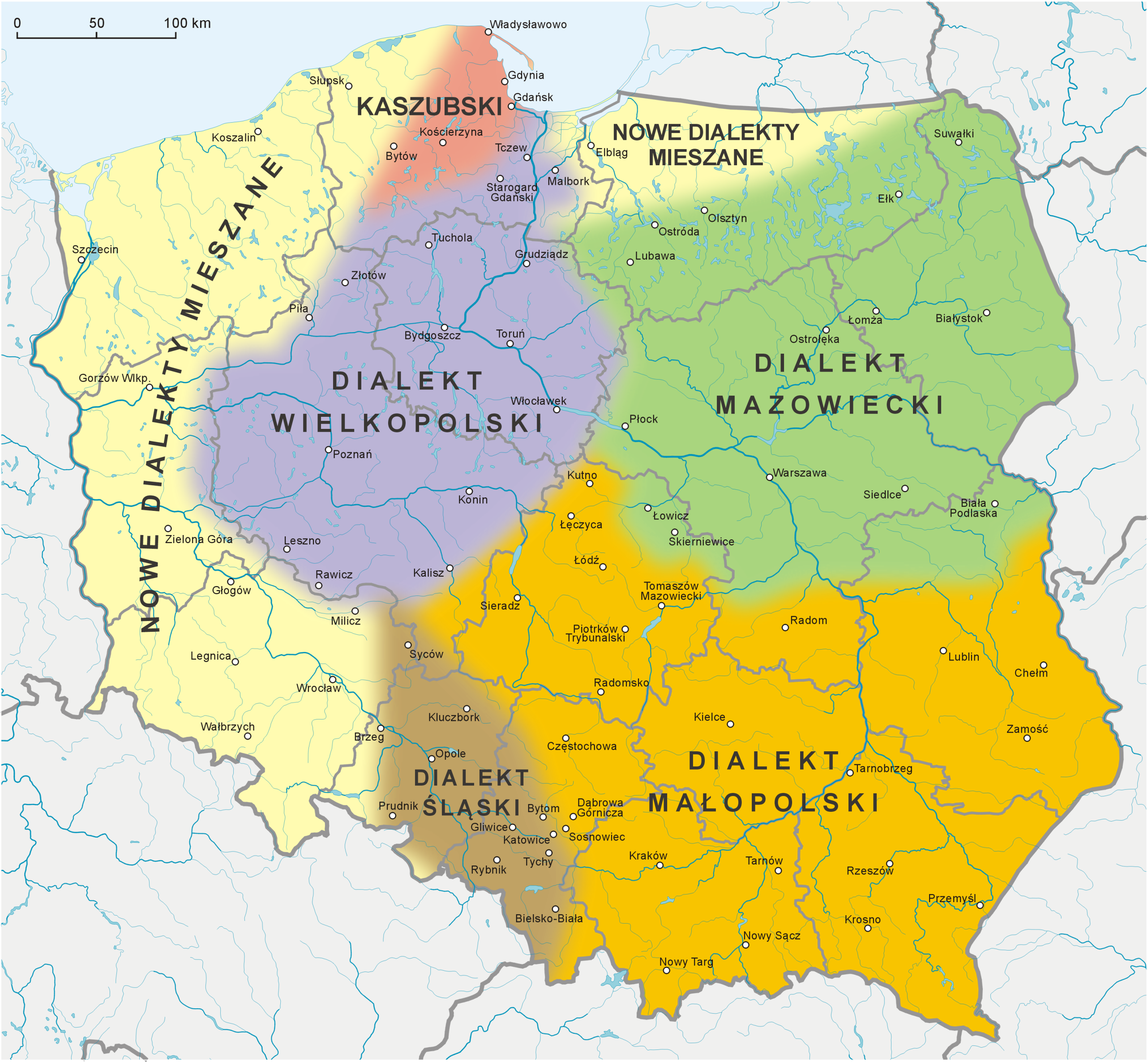
Dialekt małopolski na mapie dialektów polskich według Stanisława Urbańczyka

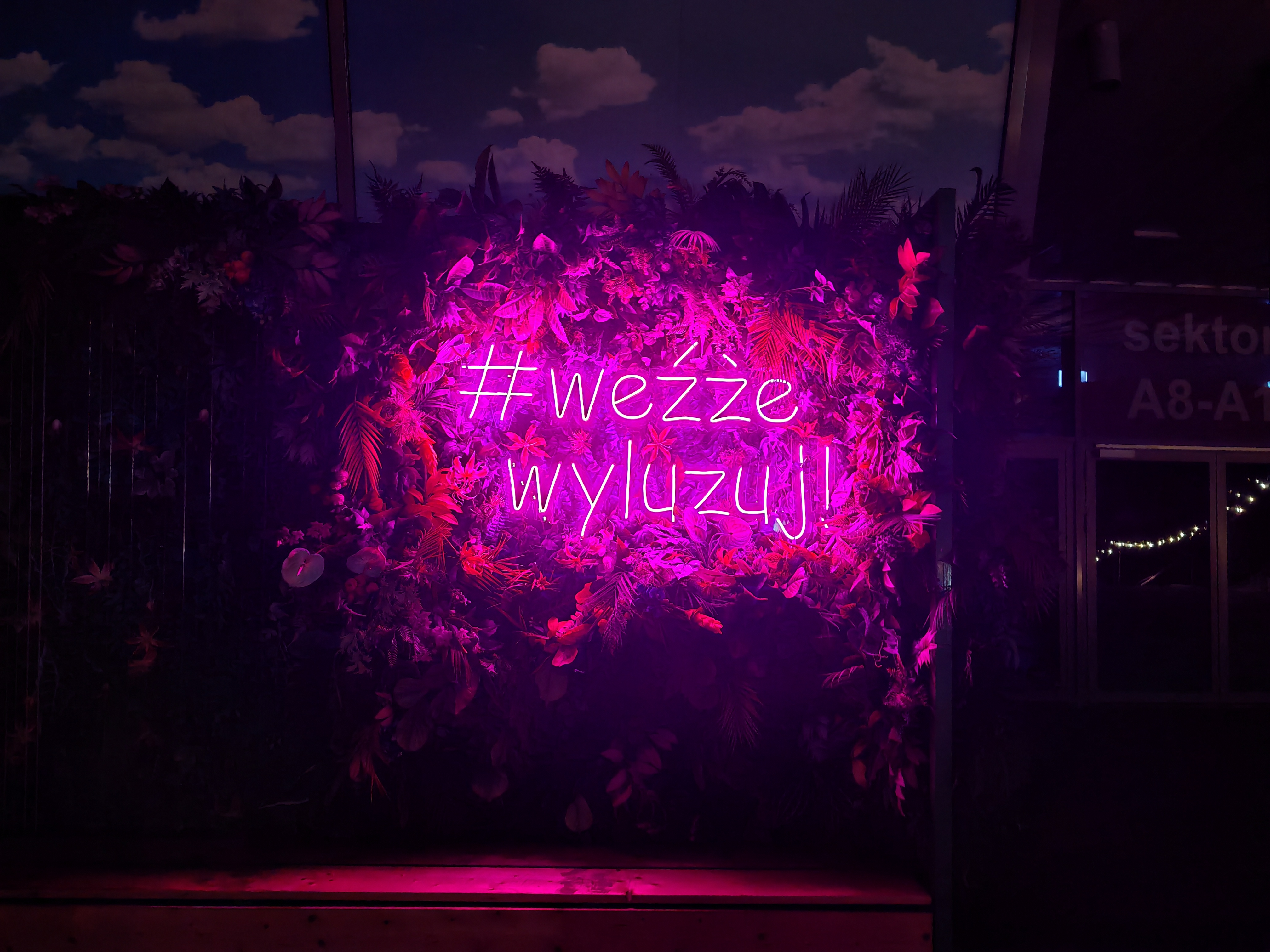
Neon "weźże wyluzuj"

Dialekt małopolski – dialekt języka polskiego, którym posługują się mieszkańcy Małopolski. Nie jest on jednakowy w całym regionie.
W dialekcie małopolskim występowały według Wincentego Pola – trzy „odcienie”: sandomierski, lubelski, i czerwono-ruski (sanocki). Dialekt ten autor uważa za najbardziej urozmaicony.
Najbardziej wysunięte na południe gwary małopolskie, którymi posługują się górale (podhalańska, żywiecka, orawska, spiska, zagórzańska, górolsko godka itd.), są razem nazywane gwarą góralską, mimo że nie są jednakową gwarą. Większość literatury małopolskiej pisana jest w gwarze góralskiej (głównie podhalańskiej).

## Charakterystyka
Jego cechy to m.in.:
- charakterystyczna, nosowa wymowa „ą” i „ę”, wymowa końcówki „-enka”, jak w „ręka” (np. [paɲεŋka])
- w dialektach małopolskim, wielkopolskim i śląskim oprócz obstruentów udźwięczniają też sonoranty (samogłoski oraz j, ł, l, r, m, n, ń) – np. „sok malinowy” w standardzie (i dialekcie mazowieckim) → „sokmalinowy” w dialekcie małopolskim (i nie tylko) → „sogmalinowy”, „PSL” → „peezel” (każda nazwa litery jest traktowana jak osobny morfem, więc zachodzi udźwięcznianie, którego nie ma w słowie „pesel”). Częściej niż w standardzie zachodzi udźwięcznianie nie tylko na granicy wyrazów – „jeźli”, „-źmy” itd., choć nie jest tak częste. W gwarach dialektu małopolskiego udźwięcznianie zachodzi nawet na granicy mniej zauważalnych morfemów – „jest-em” → „jezdem”, a nawet w kontekstach nietypowych, np. „ślisko” → „ślizgo”.
- akcent wyrazowy inicjalny, przesunięcie akcentu w wołaczu na ostatnią sylabę
- częste używanie partykuły „że” w trybie rozkazującym („weźże”, „idźże”, „zróbże”, „podajże”, cicho-że, cicho-żeż bądź)
- charakterystyczny zaśpiew w mowie potocznej
- zlewanie zbitek „t-sz” i „d-ż” w afrykaty „cz” i „dż”.

### Rodzaje gwar małopolskich
Poza dialektem używanym przez inteligencję, wśród mieszkańców regionu, a zwłaszcza jego południowej części, występują liczne gwary, które różnią się od ogólnonarodowego języka nie tylko wymową, ale i słownictwem. Najbardziej popularne gwary Małopolski to:
- gwara krakowska,
- gwara podhalańska,
- górolsko godka (gwara Górali Białych),
- gwara babiogórska,
- gwara orawska,
- gwara kliszczacka,
- gwara zagórzańska zwana również gorczańską,
- gwara spiska,
- gwara sądecka,
- gwara zagłębiowska,
- gwara żywiecka,
- gwara kielecka zwana również świętokrzyską.

## Zasięg występowania
Dialekt małopolski wywarł wpływ na wschodnie (górnośląskie) odmiany dialektu śląskiego (m.in. przez związki kulturowe, zwłaszcza po wzmocnieniu odrębności Dolnego Śląska od Korony, także przynależność części Górnego Śląska do diecezji krakowskiej, a nie wrocławskiej) oraz na dialekt południowokresowy (ze względu na osadnictwo), a w konsekwencji na nowo tworzące się gwary na tzw. Ziemiach Odzyskanych. W średniowieczu i renesansie dialekt małopolski był jednym z głównych (obok wielkopolskiego) dialektów tworzącego się ogólnopolskiego języka literackiego. Następnie jego rola spadła na rzecz dialektu mazowieckiego. Związki gwar północnomałopolskich z centrum dialektu rozluźniły się zwłaszcza w okresie rozbiorów, przez co gwary tych części Małopolski, które weszły w skład Kongresówki (gwary łęczycko-sieradzkie, radomskie, kieleckie i lubelskie), przejęły wiele cech dialektu mazowieckiego.